# غروف كارل غيلبرت
غروف كارل غيلبرت (بالإنجليزية: Grove Karl Gilbert)‏ هو جيولوجي أمريكي، ولد في 6 مايو 1843 في روتشستر في الولايات المتحدة، وتوفي في 1 مايو 1918 في جاكسون في الولايات المتحدة.

## وصلات خارجية
- غروف كارل غيلبرت على موقع الموسوعة البريطانية (الإنجليزية)